# Edward Pigott
Edward Pigott (* 1753 in Whitton, Middlesex; † 27. Juni 1825 in Bath) war ein britischer Astronom.
Edward Pigott war der Sohn von Nathaniel Pigott (1725–1804), ebenfalls ein britischer Astronom, und Anna Mathurine de Bériot. Insgesamt hatte Edward vier Geschwister.
Zusammen mit seinem Vater arbeitete er als Astronom. Er beobachtete die Jupitermonde und in der Nähe von Caen den Venustransit vom 3. Juni 1769. 
In „Frampton House“, Glamorganshire, entdeckte er am 23. März 1779 einen Nebel im Sternbild Haar der Berenike, welcher später als Messier 64 bekannt wurde. Diese Entdeckung machte er 12 Tage vor Johann Elert Bode und ungefähr ein Jahr vor Charles Messier, die dasselbe neblige Objekt unabhängig voneinander entdeckten. Diese Entdeckung wurde ihm erst im Jahr 2002 von Bryn Jones von Wales zuerkannt. Seine Beobachtung geriet wahrscheinlich aufgrund seiner späten Veröffentlichung im Jahr 1781 in Vergessenheit. Diese erfolgte in den Philosophical Transactions, herausgegeben von der Royal Society of London.
Edward Pigott entdeckte den großen Kometen von 1783 (226P/Pigott-LINEAR-Kowalski) am 19. November 1783 in York. Dieser Komet wurde von mehreren anderen Astronomen ebenfalls beobachtet, darunter Pierre Méchain am 26. November, und Charles Messier.
Am 10. September 1784 entdeckte Edward Pigott die Veränderlichkeit von Eta Aquilae, damals bekannt als „Eta Antinoi“. Eta Aquilae war einer der ersten bekannten Cepheiden.
In den folgenden Jahren führte Pigott zusammen mit seinem Nachbarn und Freund John Goodricke die Beobachtung von veränderlichen Sternen weiter.
Zu Ehren von Edward Pigott und seinem Vater wurde der Asteroid (10220) Pigott nach ihnen benannt, welcher am 20. Oktober 1997 von Roy Tucker am Goodricke-Pigott Observatorium entdeckt wurde.